# Christian Heinrich Friedrich Peters
Christian Heinrich Friedrich Peters (o Christian Henry Frederick Peters), detto anche Cristiano Peters de Flensburg (Coldenbiittel, 19 gennaio 1813 – Clinton, 1890) è stato un astronomo tedesco.

## Biografia
Peters studiò alla Università di Berlino, dove si laureò nel 1836.
Nel 1838 accompagnò Wolfgang Sartorius, barone di Waltershausen, in un viaggio in Sicilia dove rimase fino al 1843. Risalgono a questo periodo alcune importanti realizzazioni tecniche, quali la meridiana della cattedrale di Acireale (1843), un orologio solare (tipo dodecaedro) nel giardino Bellini di Catania, ed una meridiana nella chiesa catanese di San Nicolò l'Arena (1841). Peters eseguì inoltre rilevamenti topografici sull'Etna.
Nel 1848 fu chiamato a Napoli per eseguire uno studio di geodetica sul Vesuvio.
Per via di alcune supposizioni fu considerato una guida dei moti rivoluzionari del 1848 a Catania e Messina, e dovette pertanto fuggire in Francia al rientro dei Borbone.
Nel 1850 gli venne conferita la carica di socio corrispondente da parte dell'Accademia degli Zelanti di Acireale.
Nel 1853 Peters lasciò per sempre l'Europa, trasferendosi negli Stati Uniti, richiamato da George Marsh. Compirà studi sulle coste degli Stati Uniti, lavorando inizialmente presso l'Osservatorio di Cambridge, quindi in quello di Dudley. Nel 1859 fu assunto come direttore dell'osservatorio astronomico dell'Hamilton college di Clinton.
Nel 1867 Peters ottenne un incarico di professore in astronomia. Effettuò studi scientifici sulla osservazione delle comete, scoprendo la cometa C/1857 O1 Peters e
coscoprendo la cometa periodica 80P/Peters-Hartley, sulla luce solare, sulle eclissi; scoprì ben 48 asteroidi e varie galassie e nebulose. Fra le sue imprese si annovera una spedizione in Nuova Zelanda nel 1874 per eseguire uno studio sul transito di Venere davanti al disco solare. Nell'occasione ottenne l'associazione alle Scientific Societies. Nel 1876 fu eletto alla National academy of sciences.
Morì nel 1890 a Clinton.

## Riconoscimenti
Nel 1887 ricevette la croce della Legion d'Onore dal governo francese. Gli è stato dedicato l'asteroide 100007 Peters .

## Asteroidi scoperti
Segue un prospetto dei 48 asteroidi scoperti da Peters.
| Asteroide     | Data della scoperta |
| ------------- | ------------------- |
| 72 Feronia    | 29 maggio 1861      |
| 75 Eurydike   | 22 settembre 1862   |
| 77 Frigga     | 12 novembre 1862    |
| 85 Io         | 19 settembre 1865   |
| 88 Thisbe     | 15 giugno 1866      |
| 92 Undina     | 7 luglio 1867       |
| 98 Ianthe     | 18 aprile 1868      |
| 102 Miriam    | 22 agosto 1868      |
| 109 Felicitas | 9 ottobre 1869      |
| 111 Ate       | 14 agosto 1870      |
| 112 Iphigenia | 19 settembre 1870   |
| 114 Kassandra | 23 luglio 1871      |
| 116 Sirona    | 8 settembre 1871    |
| 122 Gerda     | 31 luglio 1872      |
| 123 Brunhild  | 31 luglio 1872      |
| 124 Alkeste   | 23 agosto 1872      |
| 129 Antigone  | 5 febbraio 1873     |
| 130 Elektra   | 17 febbraio 1873    |
| 131 Vala      | 24 maggio 1873      |
| 135 Hertha    | 18 febbraio 1874    |
| 144 Vibilia   | 3 giugno 1875       |
| 145 Adeona    | 3 giugno 1875       |
| 160 Una       | 20 febbraio 1876    |
| 165 Loreley   | 9 agosto 1876       |
| 166 Rhodope   | 15 agosto 1876      |
| 167 Urda      | 28 agosto 1876      |
| 176 Iduna     | 14 ottobre 1877     |
| 185 Eunike    | 1º marzo 1878       |
| 188 Menippe   | 18 giugno 1878      |
| 189 Phthia    | 9 settembre 1878    |
| 190 Ismene    | 22 settembre 1878   |
| 191 Kolga     | 30 settembre 1878   |
| 194 Prokne    | 21 marzo 1879       |
| 196 Philomela | 14 maggio 1879      |
| 199 Byblis    | 9 luglio 1879       |
| 200 Dynamene  | 27 luglio 1879      |
| 202 Chryseïs  | 11 settembre 1879   |
| 203 Pompeja   | 25 settembre 1879   |
| 206 Hersilia  | 13 ottobre 1879     |
| 209 Dido      | 22 ottobre 1879     |
| 213 Lilaea    | 16 febbraio 1880    |
| 234 Barbara   | 12 agosto 1883      |
| 249 Ilse      | 16 agosto 1885      |
| 259 Aletheia  | 28 giugno 1886      |
| 261 Prymno    | 31 ottobre 1886     |
| 264 Libussa   | 22 dicembre 1886    |
| 270 Anahita   | 8 ottobre 1887      |
| 287 Nephthys  | 25 agosto 1889      |

## Curiosità
- Nel 2000 lo scrittore Vanni Ronsisvalle ha preso spunto dalla realizzazione della meridiana di Acireale per scrivere un romanzo intitolato Gli astronomi, da cui è stato tratto il film Gli Astronomi (2003).